# Четвёртый постамент
Четвёртый постамент — один из четырёх постаментов, украшающих Трафальгарскую площадь в Лондоне, на котором выставляются произведения современных художников. Значимость проекта «Четвертый постамент» определяется его амбицией утверждения в культурном пространстве статуса современной скульптуры.

## История
Постаменты по углам Трафальгарской площади были сооружены для её украшения в 1841 году. На три постамента установили скульптуры британских государственных деятелей и военачальников (король Георг IV, генералы Генри Хэвлок и Чарльз Джеймс Нейпир), а четвёртый пустовал (на него должны были поставить конную статую короля Вильгельма IV, но на неё не хватило средств). С 1998 года постамент предоставляется Королевским обществом покровительства искусствам в пользование современным скульпторам для демонстрации на нём их работ.
Реализацию учреждённого Обществом проекта-конкурса «Четвёртый постамент» взяла на себя Совещательная группа во главе с писателем сэром Джоном Мортимером и искусствоведом Ричардом Корком. Конкурс на скульптуру для постамента вызвал ажиотаж: одних только тем было насчитано 328. Число участников превышало восемь тысяч.
В 1999 году власти Лондона приняли решение установить на четвёртом постаменте скульптуру Христа («Ecce Homo») работы современного художника Марка Уоллингера. На смену творению Уоллингера в 2000 году пришла скульптура Билла Вудро, а затем постамент украсил арт-объект работы британской художницы Рейчел Уайтред.
Произведения искусства, соревнующиеся за право выставляться на четвёртом постаменте, представляют публике в церкви Святого Мартина в полях (St Martin-in-the-Fields), расположенной в северо-восточном углу Трафальгарской площади.
В октябре 2012 года тогдашний директор Лондонской национальной галереи Николас Пенни выступил с критикой современных произведений искусства, экспонируемых на четвертом постаменте перед галереей. По мнению Пенни, эти работы «противоречат архитектурному характеру Трафальгарской площади» и превращают постамент в «площадку, которую можно использовать иронично, фарсово и неподобающим образом».

## XXI век
- В сентябре 2005 года на четвёртом постаменте была представлена скульптура Марка Куинна, изображавшая обнаженную беременную художницу-инвалида Элисон Лаппер, родившуюся без рук; эта работа известна, в частности, как «Трафальгарская Венера».
- 7 ноября 2007 года «Трафальгарскую Венеру» сменила инсталляция из разноцветного стекла «Модель отеля» немецкого скульптора и архитектора Томаса Шютте.
- 24 мая 2010 года на пьедестале разместилась заключённая в гигантскую бутылку модель (в масштабе 1:30) английского военного корабля XVIII века, а точнее флагмана адмирала Нельсона «Victory», на борту которого знаменитый флотоводец получил смертельное ранение в ходе Трафальгарской битвы. При этом паруса модели судна пестрели яркими узорами, будучи изготовлены из африканских тканей. Автором проекта выступил британский художник нигерийского происхождения Йинка Шонибаре.[6].
- 23 февраля 2012 года на постаменте была установлена скульптура скандинавского дуэта художников Майкла Элмгрина и Ингара Драгсета, изображающая мальчика на игрушечной лошадке-качалке[6] — «Бессильные структуры. Фигура 101» (Powerless Structures, Fig. 101)[7]. Инсталляцию открыла британская актриса и фотомодель Джоанна Ламли.
- 25 июля 2013 года на постаменте была установлена скульптура «Петух», изображающая гигантского синего петуха, немецкой художницы Катарины Фритч[англ.][6].

## Галерея
- Инсталляция 
 «Корабль Нельсона в бутылке». 
 Йинка Шонибаре, 2010.
- Инсталляция 
 «Один и другой». 
 Энтони Гормли, 2009.
- Инсталляция 
 «Один и другой». 
 Энтони Гормли, 2009.